# Camille Krantz

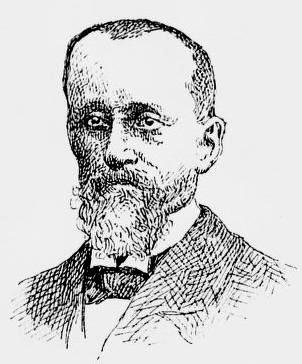
Camille Krantz

Charles Camille Julien Krantz (Dinozé, 24 augustus 1848 - Parijs, 30 april 1924) was een Frans politicus.
Camille Krantz studeerde in 1868 af aan de École Polytechnique. Vervolgens was hij docent administratief recht aan de École des Ponts et Chaussées (Hogeschool voor Wegenbouwkunde). Hij nam deel als chef de cabinet du commissariat général deel aan de voorbereiding van de Wereldtentoonstelling van 1878 in Parijs. In 1893 was hij commissaris-generaal van de Franse afvaardiging bij de Wereldtentoonstelling van 1893 in Chicago.
Camille Krantz was van 1891 tot 1910 lid van de Kamer van Afgevaardigden (Chambre des Députés) voor het departement Vosges. Van 5 januari tot 14 februari 1889 was Krantz minister van Marine en Koloniën in het kabinet-Tirard I en het kabinet-Floquet. Van 1 november 1898 tot 6 mei 1899 was hij minister van Openbare Werken en in de kabinetten-Dupuy IV en V. Van 6 mei tot 22 juni 1899 was hij minister van Defensie in het kabinet-Dupuy V.
Camille Krantz stemde in 1905 tegen de wet die scheiding van kerk en staat mogelijk maakte.
Hij overleed op 75-jarige leeftijd.